# Дмитриев, Юрий Яковлевич
Ю́рий Я́ковлевич Дми́триев (8 мая 1919, ст. Великая, Орловский уезд, Вятская губерния, РСФСР — 9 ноября 1997, Йошкар-Ола, Марий Эл, Россия) — советский и российский деятель науки, учёный-лесовод, общественный деятель, доктор технических наук, профессор, академик. Старший преподаватель, заведующий кафедрой водного транспорта леса, декан лесоинженерного факультета, проректор по научной работе Марийского политехнического института (1957—1997). Заслуженный деятель науки РСФСР (1989). Действительный член РАЕН. Участник Великой Отечественной войны. Народный депутат Верховного Совета РСФСР XII созыва (1990—1993).

## Биография
Родился 8 апреля 1919 года на ст. Великая ныне Юрьянского района Кировской области в семье лесовода.
В ноябре 1941 года призван в РККА. Участник Великой Отечественной войны: матрос Балтийского флота, гвардии старшина второй статьи. В 1945 году демобилизовался из армии. Награждён орденами Отечественной войны I степени, Красной Звезды и медалями.
После демобилизации в 1945 году работал в лесных хозяйствах Пермской области.
В 1948 году окончил Ленинградскую лесотехническую академию, в 1956 году — там же аспирантуру.
С января 1957 года в Йошкар-Оле: старший преподаватель, заведующий кафедрой водного транспорта леса, декан лесоинженерного факультета, проректор по научной работе Марийского политехнического института. Доктор технических наук (1971), профессор. Создатель научной школы, подготовил к защите 27 докторов и кандидатов наук. По заданию Президиума Верховного Совета Марийской АССР руководил разработкой целевой программы «Марийский лес». В 1972–1974 годах в должности ректора участвовал в становлении в организации Ставропольского политехнического института.
Является свыше 200 работ, 4 учебников, 11 монографий, в т. ч. «Гидравлические ускорители на лесосплаве», «Совершенствование работы лесоперевалочных предприятий», «Проектирование, строительство и эксплуатация плотбищ». Имеет 23 авторских свидетельства на научные разработки.
В 1990—1993 годах избирался народным депутатом Верховного Совета РСФСР XII созыва (председатель Подкомитета по вопросам экологии и рационального использования природных ресурсов, член Конституционной комиссии).
В 1989 году за выдающиеся заслуги в области развития лесной промышленности ему присвоено почётное звание «Заслуженный деятель науки РСФСР». Является Почётным гражданином Йошкар-Олы. С 1993 года – действительный член РАЕН. Награждён орденом «Знак Почёта» (1981), медалью ордена «За заслуги перед Отечеством» II степени (1995),  медалью Петра Великого за работу по организации РАЕН (1995) и др.
Скончался 9 ноября 1997 года в Йошкар-Оле. Похоронен на Туруновском кладбище Йошкар-Олы. 

## Звания и награды
Трудовые
- Заслуженный деятель науки РСФСР (1989)[2][3][5]
- Заслуженный деятель науки и техники Марийской АССР (1979)[2][3]
- Почётный гражданин Йошкар-Олы (25 мая 1989)[2][3][6][5] — за большой вклад в развитие научно-технического прогресса, подготовку кадров для народного хозяйства и активную общественную работу[8]
- Орден «Знак Почёта» (1981)[2][3][5]
- Медаль «В ознаменование 100-летия со дня рождения Владимира Ильича Ленина»
- Медаль ордена «За заслуги перед Отечеством» II степени (1995)[2][3][5]

Боевые
- Орден Отечественной войны I степени (01.08.1986)[9][10]
- Орден Красной Звезды (22.07.1945)[4][9]
- Медаль «За оборону Ленинграда»[4]
- Медаль «За победу над Германией в Великой Отечественной войне 1941—1945 гг.»[4]

## Память
- В память об учёном-лесоводе Ю. Я. Дмитриеве на доме № 124 по улице К. Маркса в Йошкар-Оле открыта мемориальная доска. Надпись на ней гласит: «Здесь жил и работал Дмитриев Юрий Яковлевич (1974—1997), академик РАЕН, доктор технических наук, профессор, заслуженный деятель науки и техники РСФСР и МАССР, почетный гражданин г. Йошкар-Олы»[5][9][11][12].
- В экспозиции Музея истории Поволжского государственного технологического университета и Государственном архиве Республики Марий Эл можно ознакомиться с материалами об учёном-лесоводе Ю. Я. Дмитриеве[13][9][14][8].